# Podabrus gyotokui
Podabrus gyotokui es una especie de coleóptero de la familia Cantharidae.

## Distribución geográfica
Habita en Japón.